# Escut de Sarrià de Ter
L'escut oficial de Sarrià de Ter té el següent blasonament:
Escut caironat: d'atzur, una serra d'or. A la punta un riu en forma de faixa ondada d'argent. Per timbre una corona mural de poble.

## Història
Va ser aprovat el 17 de desembre de 1984 i publicat al DOGC el 8 de febrer de l'any següent amb el número 511.
La serra és un senyal parlant referent al nom del poble. La faixa ondada representa el riu Ter, que passa per la localitat.